# Ignjat Katkić
Ignjat Vatroslav Katkić (Jastrebarsko 16. kolovoza 1827. – Bjelovar, 19. lipnja 1880.) bio je hrvatski svećenik, učitelj i zastupnik u Hrvatskom saboru.

## Životopis
Bio je sin Stjepana Katkića, odvjetnika iz Jaske i žene mu Barbare rođene Pavlic. 
U Zagrebu je studirao bogoslovlje, a u Pragu povijest. Zaređen je za svećenika 1950. godine.
Jedan je od utemeljitelja Matice hrvatske.
Do 1860. godine radi kao profesor u Rijeci, nakon čega odlazi za svećenika u Zrinski Topolovac (1860. – 1876.). 
Od 1875. bio je zastupnik u Hrvatskom saboru, a od 1878. zastupnik u Donjem domu Ugarskoga sabora.
Na mjesto bjelovarskog župnika stupa 15. listopada 1876. godine te istovremeno obavlja dužnost namjestnog podarhiđakona. 
Na svim dužnostima ostaje do 19. srpnja 1880. godine, kada u 53. godini umire od tuberkuloze. Pokopan je na gradskom župnom groblju u Bjelovaru.